# Шомат (Монтана)
Шомат (англ. Shawmut) — переписна місцевість (CDP) в США, в окрузі Вітленд штату Монтана. Населення — 42 особи (2010).

## Географія
Шомат розташований за координатами 46°20′41″ пн. ш. 109°30′44″ зх. д. / 46.34472° пн. ш. 109.51222° зх. д. (46.344663, -109.512152).  За даними Бюро перепису населення США в 2010 році переписна місцевість мала площу 5,56 км², уся площа — суходіл.

## Демографія
Згідно з переписом 2010 року, у переписній місцевості мешкали 42 особи в 21 домогосподарстві у складі 14 родин. Густота населення становила 8 осіб/км².  Було 34 помешкання (6/км²).
Расовий склад населення:
| - 100,0 % — білих |

До двох чи більше рас належало 0,0 %. Частка іспаномовних становила 0,0 % від усіх жителів.
За віковим діапазоном населення розподілялося таким чином: 14,3 % — особи молодші 18 років, 52,4 % — особи у віці 18—64 років, 33,3 % — особи у віці 65 років та старші. Медіана віку мешканця становила 59,5 року. На 100 осіб жіночої статі у переписній місцевості припадало 100,0 чоловіків;  на 100 жінок у віці від 18 років та старших — 100,0 чоловіків також старших 18 років.
Середній дохід на одне домашнє господарство  становив 33 927 доларів США (медіана — 26 364), а середній дохід на одну сім'ю — 38 806 доларів (медіана — 26 806). За межею бідності перебувало 8,5 % осіб, у тому числі 0,0 % дітей у віці до 18 років та 0,0 % осіб у віці 65 років та старших.
Цивільне працевлаштоване населення становило 17 осіб. Основні галузі зайнятості: освіта, охорона здоров'я та соціальна допомога — 29,4 %, сільське господарство, лісництво, риболовля — 23,5 %, транспорт — 11,8 %, роздрібна торгівля — 11,8 %.